# FreeRTOS
FreeRTOS – system operacyjny czasu rzeczywistego dla urządzeń wbudowanych. Początkowo był rozpowszechniany na zmodyfikowanej licencji GPL, która posiadała jedno zastrzeżenie oraz jeden wyjątek. Zastrzeżenie dotyczyło braku zezwolenia na benchmarking samego systemu, a wyjątek pozwalał na nie udostępnianie kodu źródłowego aplikacji, wykorzystujących rozwijany na zasadach open source kernel.
Aktualnie obowiązującą licencją jest MIT.
FreeRTOS był używany w kosmosie.

## Implementacja
FreeRTOS został zaprojektowany, pod kątem najkrótszego i najprostszego kodu źródłowego. Jądro składa się tylko z trzech plików kodu. Aby kod był czytelny, łatwy do portowania i konserwacji jest napisany głównie w języku C. Zastosowano również wstawki assemblerowe.
FreeRTOS zapewnia metody do tworzenia wielu wątków bądź zadań, mutexów, semaforów i timerów. Posiada ponadto specjalistyczne funkcje dla aplikacji o niskim poborze prądu. Obsługiwane są priorytety wyjątków. Aplikacje mogą być całkowicie przydzielane statycznie. 
Nie ma bardziej zaawansowanych funkcji, które zwykle można znaleźć w systemach operacyjnych, takich jak Linux lub Microsoft Windows, takich jak sterowniki urządzeń, zaawansowane zarządzanie pamięcią, konta użytkowników i sieć. Nacisk kładziony jest na zwartość i szybkość wykonania. FreeRTOS można traktować raczej jako „bibliotekę wątków” niż „system operacyjny”, chociaż dostępny jest interfejs wiersza poleceń.

## Kluczowe cechy
- Małe zużycie pamięci oraz szybka realizacja zadań[7].
- Przeznaczony zarówno dla hobbystów, jak i profesjonalnych programistów pracujących nad produktami komercyjnymi.
- Wsparcie współprogramów[8].
- Scheduler można skonfigurować zarówno w trybie wywłaszczania, jak i w trybie współpracy.